# علم رواندا
علم رواندا (كينيارواندا:ibendera ry'Urwanda) أعتمد علم رواندا في 25 أكتوبر 2001، والعلم الرواندي مشابه للعلم الغابوني ولكن بعكس اللونين الأخضر والأزرق مكان بعضهما البعض.

## الوصف
يحتوي العلم على أربعة ألوان هي الأزرق والأخضر وشكلين للأصفر، (أصفر قياسي على الخط الأوسط، وما يسميه نظام بانتون «أصفر شمسي» نسبة للشمس)؛ وبالكاد يمكن ملاحظة الاختلاف بين الأصفرين. الشريط الأزرق يمثل السعادة والسلام، والأصفر يرمز إلى التطوير الاقتصادي، والأخضر يرمز إلى الأمل بالازدهار. والشمس ترمز إلى النور والثقافة.
يمثل العلم الحالي لرواندا - الذي تشبه ألوانه ألوان علم الغابون - الوحدة الوطنية واحترام العمل والبطولة والثقة في المستقبل. أعتمد رسمياً في عام 2001 لتجنب دلالات الإبادة الجماعية عام 1994. صمم العلم ألفونس كيريموبينيسيو.

## العلم السابق
كان العلم السابق لرواندا علماً ثلاثي الألوان أحمر-أصفر-أخضر مع الحرف اللاتيني R كبير بالأسود في وسط الشريط الأصفر (لتمييزه عن علم غينيا)، وقد أقتبس من علم إثيوبيا. فالألوان الأخضر والأصفر والأحمر تمثل السلام؛ وأمل الأمة للتقدم في المستقبل؛ والشعب. تم تغيير العلم في عام 2001 بسبب ارتباطه بالإبادة الجماعية في رواندا.

## أعلام تاريخية

علم شركة شرق أفريقيا الألمانية
علم شرق إفريقيا الألماني، العلم الجماعي لجميع المستعمرات الألمانية.
علم مقترح لشرق إفريقيا الألماني
علم بلجيكا الذي استخدمته رواندا-أوروندي (سلف رواندا) خلال فترة الاستعمار البلجيكي
علم مملكة رواندا (1959-24 سبتمبر 1961)
علم رواندا (24 سبتمبر 1961-1962)
علم رواندا (1962-24 أكتوبر 2001)

## أعلام حكومية

علم رئيس رواندا

## أعلام مشابهة حسب التصميم

### أعلام مشابهة للعلم الحالي

علم الغابون
علم السودان السابق حتى عام 1970
علم قرقل باغستان

### أعلام مشابهة للعلم السابق

علم مالي
علم السنغال
علم غينيا
علم الكاميرون